# Santa Francesca Romana a Ponte Rotto
Santa Francesca Romana a Ponte Rotto är ett oratorium som tillhör Istituto dei Santi Spirituali Esercizi per Uomini presso Ponte Rotto, som huserar i Palazzo dei Ponziani vid Via dei Vascellari i Rione Trastevere.

## Historia
Den heliga Franciska av Rom gifte sig år 1396 med Renzo Ponziani och flyttade in i Palazzo dei Ponziani i Trastevere. Hon tog hand om fattiga och sjuka, i synnerhet vid pestepidemier och hungersnöd. Hon lät i palatset inrätta ett sjukhus och var även verksam vid sjukhusen vid Santo Spirito in Sassia, Santa Maria in Cappella och Santa Cecilia in Trastevere. Enligt legenden skall hon även ha inrättat ett oratorium i palatset. År 1425 grundade Franciska nunneorden Compagnia delle Oblate del Monastero Olivetano di S. Maria Nova, från år 1443 benämnd Nobili Oblate di Tor de' Specchi. Franciskas make avled 1436 och hon gick då in i klostret vid Tor de' Specchi. Hon avled den 9 mars 1400 i Palazzo dei Ponziani. Efter hennes död är det möjligt att det uppfördes ett tacksägelsekapell i palatset, men det bekräftas inte av några historiska källor.
Palatset övergick i Franciskas barnbarns ägo; hon var gift med den romerske patriciern Mattia Muti. Senare kom det att innehas av Giovanni Battista Forteguerri och slutligen av familjen Altieri. Under 1700-talet hyste palatset ett sädesmagasin. Från och med år 1799 samlade Gioacchino Michelini (1768–1825), församlingspräst i den närbelägna kyrkan San Salvatore a Ponte Rotto, fattiga barn för kristen undervisning i palatset och lät inreda ett kapell för predikan och rosenkransbön. Palatset, som vid denna tid hette Palazzo Ponziani-Altieri, hyrdes år 1804 ut åt Michelini. Samma år besökte kardinal Leonardo Antonelli palatset och kapellet. År 1805 företogs om- och tillbyggnader och ett reträtthem inrättades för dem som skulle ta emot sin första kommunion.
Den pastorala institutionen fick namnet Opera Pia di Ponte Rotto. Påve Pius VII godkände institutionen år 1807. Det kanoniska dokumentet undertecknades av kardinal Giulio Maria della Somaglia. Vid denna tid byggdes även ett kapell helgat åt Jungfru Maria. I oratoriet hölls den 4 juli 1814 en meditationspredikan av den helige Gaspare del Bufalo. I januari 1816 besöktes oratoriet av Pius VII. Gioacchino Michelini avled år 1825 och hans efterträdare Antonio Muccioli (död 1842) lät restaurera reträtthemmet och de bägge kapellen. I Maria-kapellet installerades Maria-ikonen Madonna Refugium Peccatorum.
I slutet av 1820-talet höll den helige Vincenzo Pallotti sex predikningar i oratoriet. Påve Pius IX, som hade predikat här som präst, gav år 1851 här sextio barn första kommunionen samt möjliggjorde även för soldater att delta i reträtter. År 1938 lades ett nytt golv i Maria-kapellet. Den 23 maj 1959 celebrerade påve Johannes XXIII mässan här och delade ut första kommunionen åt fyrtio barn. År 1975 företogs en omfattande restaurering av byggnaden.
Före 1957 huserade i Palazzo dei Ponziani Barmhärtighetssystrar och Alcantaranunnor. År 1957 övertogs klostret av Heliga Franciskas oblater och 13 år senare av Helige Paulus bebådelsesystrar. Från 1977 till 1981 residerade här ånyo Heliga Franciskas oblater. Opera Pia di Ponte Rotto, vilket hade blivit juridiskt godkänt 1977, fick i samband med detta uppdraget att driva ett reträtt- och ett studenthem.
Numera hyser palatset ett vandrarhem för pilgrimer och ett konferenscentrum.

## Oratoriet
Oratoriet, som är beläget bredvid den heliga Franciskas dödsrum, har ett altare från 1910. Oratoriet har en staty som föreställer Den smärtofyllda Modern samt två målningar – Jungfru Maria med Barnet och Den helige Petrus.

## Maria-kapellet
På altarväggen sitter Maria-ikonen Madonna Refugium Peccatorum, omgärdad av en förgylld strålkrans. I kapellet finns därutöver en förgylld bronsrelief som framställer Den uppståndne Kristus samt två målningar föreställande Den helige Josef med Jesusbarnet samt Jesu heliga hjärta. Utmed väggarna står åtta stora skulpterade och förgyllda kandelabrar på lejontassar.

## Bilder
| - Den heliga Franciska av Rom helar en döende yngling. Fresk från 1468 av Antoniazzo Romano i Monastero di Tor de' Specchi i Rom. - Den heliga Franciska av Rom och miraklet med säden. Fresk från 1468 av Antoniazzo Romano i Monastero di Tor de' Specchi i Rom. |